# Ford Transit
Ford Transit este un vehicul utilitar ușor produs de Ford Motor Company din 1965, disponibil în versiuni diferite: furgonete, pickup și minivan. 

## Transit (1953–1965)
A fost introdus în anul 1953, putea transporta 1000 kg și avea motorul de 1,3 litri. Din anul 1961 acest vehicul a fost numit Ford Taunus Transit. Producția acestui model a fost întreruptă în anul 1965.

## Transit (1965–1978)
Avea un stil american și un corp lat, acesta a oferit o mulțime de variante în comparație cu concurenții săi. Transit a avut multe variante de caroserie: cu ampatament lung și scurt, pick-up, microbuz și pick-up cu 4 uși.
La începutul anului 1971, Transit a fost ușor revizuit. A primit un motor o pentru prima dată un motor diesel care a fost montat de Perkins care avea 45 kW (62 CP). Pentru Europa Transit a avut motoarele germane preluate de la Ford Taunus V4 de 1.3, 1.5, 1.7 litri sau versiunea Essex 2.0 litri. 
În Australia, Transit s-a comercializat în 1972 în versiunea cu 6 cilindri în linie derivat din Ford Falcon.

## Transit (1978–1985)
La începutul anului 1978 Ford Transit a apărut în showroom-uri. A doua generație a avut partea frontală nouă și un interior actualizat. A fost introdusă motorizarea Pinto și Cortina. Prima oară a fost disponibil motorul Essex V6. 
În 1984 a primit câteva actualizări: un motor diesel cu injecție directă și unele modificări minore de echipare. Numeroase variante de caroserie au fost disponibile: autobuz, șasiu cabină și dubă tipică. O transmisie automată a fost disponibilă pentru prima dată.

## Transit (1986–2000)
A treia generație de Transit a fost lansată în 1986 și a prezentat un coeficient aerodinamic (Cx) mai mic decât la multe mașini din aceeași perioadă. Datorită aerodinamicității sale, era cu până la 8% mai economic decât modelul anterior. Zona de încărcare a fost crescută cu peste 10%, iar partea laterală și portierele din spate au fost mărite.

## Facelift

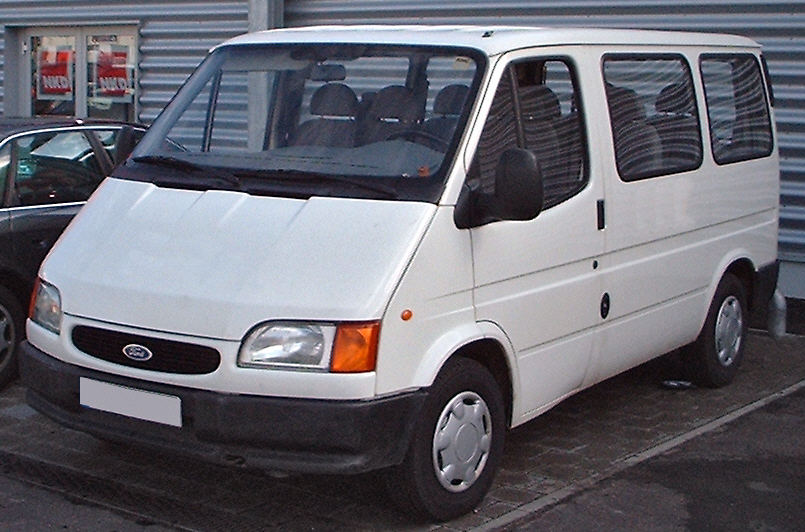
Ford Transit facelift din 1995

Facelift-ul pentru Transit are partea din față nouă, tabloul de bord nou și motorul de 8 valve 2.0 L DOHC cum are Ford Scorpio din 1994-1998. 
Dotările opționale oferite au fost: aer conditionat, geamuri electrice, închidere centralizată, oglinzi electrice și airbag-uri.
Transit VE83 a fost disponibil până în anul 2000, dar în Vietnam a fost construit până în 2003, când a fost schimbat în luna iunie pentru noua generație.

## Transit (2000–2006)
A fost introdus în iulie 2000. Principala inovație: era disponibil în versiunea cu tracțiune față sau tracțiune integrală.
A șasea generație are motoare diesel care variază de la 75 CP până la 135 CP. Un motor pe benzină de 2,3 litri a fost a oferit în varinata de 145 CP sau 141 CP cu o conversie GPL din fabrică. Motoare diesel "Common Rail" a ajuns mai târziu (sunt emblema TDCi) care oferă un rafinament mai bun și consumul de combustibil îmbunătățită comparativ cu motoarele anterioare. 
A fost oferit cu o gamă de înălțimi pentru versiunile utilitare, șasiu cabine, camionete și basculante. Până în momentul în care majoritatea gamei a fost lansat la mijlocul anului 2001, Transit ar putea lăuda o gamă mai largă de variante de plafon, lungimi de caroserie, greutățile și transmisii decât orice alt van. Volumul de încărcare variază de la 6,6 metri cubi pe modele cu acoperiș scurt, ampatament de 11,3 metri cubi pe modele cu ampatament lung. Modelul Jumbo cu ampatament lung are o sarcină de 14,3 metri cubi.

## Transit (2006–2013)
Introdus în august 2006 a primit o nouă parte frontală și lumini spate și schimbătorul de viteze este pe tabloul de bord și radio-ul a fost schimbat.
Ford Transit a câștigat premiul International Van of the Year în anul 2007.
Au fost disponibile în configurații multiple: cu acoperiș redus varianta medie de ampatament (pentru parcarea subterană, aeroport) și o opțiune cu axa față grea (pentru a transporta echipamente grele permanent, serviciile de urgență).
Începând din octombrie 2007 a fost disponibil cu tracțiune integrală (până la 3,5 tone).
În 2007 a fost lansat motorul de 140 CP (103 kW) care înlocuia cel de 130 CP care a fost disponibil cu cutia de viteze manuală cu 6 trepte.
Transit are sistem start-stop, care oprește motorul atunci când autovehiculul este oprit cu cutia de viteze la punctul mort și ambreiajul decuplat.

## Transit (2014)
Modelul de America de Nord înlocuiește Ford Serie E.
Este echipat cu Ford SYNC.
Transit oferă un spațiu de încărcare de la 9,6 metri cubi până la 15,1 metri cubi.
Este disponibil în cinci variante de caroserie cu greutăți de la 2.900 kg și pană la 4.700 kg: Transit, Autoșasiu cu cabină, Kombi, Furgon cu cabină dublă și Minibus. 
Pentru oricare se poate alege de tipul de tracțiune: FWD (tracțiune față), RWD (tracțiune spate) sau AWD (tracțiune integrală).
Producția mondială are loc în două unități: toată producția europeană este la Ford Otosan din Kocaeli, Turcia și cea din America de Nord provine din Claycomo, Missouri, Statele Unite ale Americii.